# Erick Erickson
Erick Woods Erickson, född 3 juni 1975 i Jackson i Louisiana, är en amerikansk konservativ bloggare och TV-kommentator. Han är chefredaktör för Redstate. 

## Karriär
Erickson var politisk kommentator på CNN 2010–2013 och har sedan dess haft motsvarande roll på Fox News Channel. Som chefredaktör för Redstate har Erickson haft en tongivande roll inom Tea Party-rörelsen.